# Glioksysom
Glioksysom – organellum występujące w komórkach liścieni, bielma i warstwy aleuronowej u roślin oraz komórkach niektórych grzybów.
Pod względem strukturalnym są tożsame z peroksysomami i określane wspólną nazwą mikrociała. Otoczone są pojedynczą błoną białkowo-lipidową. Mają kształt okrągły lub owalny i średnicę 0,1–1,5 μm. Funkcjonalnie glioksysomy zaliczane są do jednej z dwóch głównych klas peroksysomów obok wraz peroksysomami liściowymi. Poza podziałem funkcjonalnym wyróżnione są także pod względem ekspresji genów peroksysomowych w poszczególnych tkankach. Enzymami markerowymi glioksysomów są: liaza izocytrynianowa i syntaza jabłczanowa.

## Funkcje
Glioksysomy odgrywają ważną rolę w procesie mobilizacji materiałów zapasowych w postaci tłuszczów podczas kiełkowania roślin. Enzymy obecne wewnątrz organellum umożliwiają zachodzenie cyklu glioksalanowego. Reakcje zachodzące w glioksysomach zapewniają przekształcenie lipidów w cukry, wykorzystywane do budowy struktur komórkowych kiełkujących roślin. Enzymy glioksysomów katalizują reakcje β-oksydacji oraz część reakcji cyklu TCA. Odizolowanie tych reakcji od przemian zachodzących w mitochondriach umożliwia efektywne przekształcenie tłuszczów w cukry. Tylko niewielka część substratów ulega utlenieniu z wykształceniem energii użytecznej metabolicznie. W bielmie nasion rącznika (Ricinus communis) stwierdzono, że 75% węgla z lipidów zapasowych trafia do wytwarzanej sacharozy. Lipidy zapasowe, przekształcane w glioksysomach, zgromadzone są w komórkach, w organellach nazywanych oleosomami lub sferosomami.

## Biogeneza
Wzrost aktywności enzymów występujących w glioksysomach następuje podczas kiełkowania. Okres wzmożonej aktywności jest zależny od lokalizacji materiałów zapasowych. Glioksysomy są obecne w komórkach już w końcowym stadium dojrzewania nasion, jednak podczas kiełkowania dochodzi do wzrostu ich liczby i aktywności. Aczkolwiek nie zostało w pełni wyjaśnione czy podczas kiełkowania dochodzi do wzrostu liczebności organelli, czy jedynie wzrasta ich objętość. U bawełny obserwowano w okresie 48 godzin kiełkowania siedmiokrotny wzrost objętości glioksysomów. W tym czasie zachodzi intensywny import białek oraz synteza fosfolipidów i ich włączanie strukturę organellum. W błonie glioksysomu fosfolipidy to głównie fosfatydylocholina (około 50%) i fosfatydyloetanoloamina (około 10%). W skład błony wchodzą także wolne kwasy tłuszczowe w ilości około 6%. Wraz z wyczerpaniem materiałów zapasowych w postaci lipidów dochodzi do zaniku glioksysomów w tkankach niefotosyntetyzujących. W liścieniach roślin kiełkujących epigeicznie dochodzi do zmiany funkcji, glioksysomy przekształcają się w peroksysomy liściowe. Podczas zmian maleje aktywność enzymów charakterystycznych dla glioksysomów a wzrasta aktywność enzymów cyklu fotooddechowego.